# Aeropuerto de Chinandega
El Aeropuerto Chinandega (IATA: MNCH, OACI: MNCH) es un aeropuerto que sirve a la ciudad de Chinandega, Nicaragua.